# Eutelia nattereri
Eutelia nattereri är en fjärilsart som beskrevs av Felder och Alois Friedrich Rogenhofer 1874. Eutelia nattereri ingår i släktet Eutelia och familjen nattflyn. Inga underarter finns listade i Catalogue of Life.